# Горнеро
Горнеро (Furnarius), чи пічник — рід горобцеподібних птахів родини горнерових (Furnariidae). Широко поширений у Південній Америці від Колумбії до Аргентини. Пічники будують гнізда з глини. Гнізда мають форму кулі та складну внутрішню будову з кількох камер.
Назва роду походить від ісп. hornero, досл. «пічник», утвореного від horno – «піч». Латинська назва Furnarius також означає «пічник». Свою назву птах отримав завдяки способу спорудження гнізд.

## Види
- Furnarius cristatus Burmeister, 1888 — горнеро чубатий
- Furnarius figulus Lichtenstein, 1823 — горнеро бразильський
- Furnarius leucopus Swainson, 1838 — горнеро світлоногий
- Furnarius minor Pelzeln, 1858 — горнеро малий
- Furnarius rufus Gmelin, 1788 — горнеро рудий
- Furnarius torridus P.L. Sclater et Salvin, 1866 — горнеро річковий